# دوران
دوران یا گشتمان به دسته‌بندی زمان برپایه شخصیت، رویدادها، تغییرات زمین و غیره گفته می‌شود. از دوران در علوم برای دسته‌بندی زمان استفاده می‌شود.

## گشتمان (دوران) زمین‌شناسی
در دانش زمین‌شناسی، دوران (گشتمان)(Era) یکی از تقسیم‌بندی‌های زمانی است. هر دوران خود می‌تواند به چندین دوره (گشتاره) و هر دوره به چندین دور (گشتارک) بخش گردد.∗
| دوران (گشتمان) | میلیون سال پیش از این |
| -------------- | --------------------- |
| پارینه‌زیستی    | ۲۳۰۰                  |
| پیشین‌زیستی     | ۲۳۰۰ تا ۱۴۲۰          |
| دیرینه‌زیستی    | ۱۴۲۰ تا ۲۳۰           |
| میانه‌زیستی     | ۲۳۰ تا ۷۰             |
| نوزیستی        | ۷۹ تا امروز           |